# Deudorix schultzei
Deudorix schultzei är en fjärilsart som beskrevs av Aurivillius 1907. Deudorix schultzei ingår i släktet Deudorix och familjen juvelvingar. Inga underarter finns listade i Catalogue of Life.